# Loco Vox (álbum do Loco Mía)
Loco Vox é o segundo álbum de estúdio do grupo espanhol de europop Loco Mía. Da mesma maneira que no debut, a formação consistia em um quarteto, do qual participavam: Xavier Font, Juan Antonio Fuentes, Carlos Armas e Manuel Arjona. A sonoridade mistura a música pop que estava em voga na Europa com ritmos latinos.
Para promovê-lo, foram escolhidas quatro músicas de trabalho: "Loco Vox", "Fiesta Latina", "Niña" e "Magia Negra" que foram cantadas em um número substancial de programas durante a divulgação, além de ganharem videoclipes nos quais destacavam-se as suas vestimentas (agora mais sóbrias do que as que usavam na época de divulgação de Taiyo) com o predomínio, sobretudo, das cores preto e branco.
Obteve sucesso comercial, ganhou discos de ouro e de platina em cinco países, a maioria da América Latina, e as vendas atingiram a marca de 800 mil cópias no mundo, o que o torna o segundo mais vendido da carreira.
No final dos trabalhos de divulgação, Juan Antonio Fuentes deixou o grupo e foi substituído por Santos Blanco López.

## Antecedentes e produção
O ano de 1990, marcou o auge do sucesso para o grupo Loco Mía, seu álbum de estreia, intitulado Taiyo, vendera mais de 1 milhão de cópias, o que rendeu ao grupo numerosos discos de ouro e platina, sobretudo, em países da América Latina. Pensando em aproveitar a boa fase, seu empresário e a gravadora, do qual ele era dono, resolveram começar as gravações do que seria o seu segundo disco. Para esse trabalho, a sonoridade que privilegiava europop e ritmos latinos do antecessor foram mantidas. No entanto, o grupo mudou radicalmente o seu visual, embora não tivesse abandonado as grandes ombreiras, agora se apresentavam ao público com um estilo mais sóbrio com uma clara predominância do preto e branco.

## Lançamento e divulgação
Para promovê-lo foram escolhidas quatro músicas de trabalho: "Loco Vox", "Fiesta Latina", "Niña" e "Magia Negra", que foram cantadas em programas de TV e shows, além de ganharem videoclipes que apresentavam as coreografias e figurinos marcantes do quarteto. 
O single de "Loco Vox" estreou nas tabelas mexicanas, da revista Notitas Musicales, na segunda quinzena de setembro, na posição de número 14. Na sua segunda semana caiu para o número 16, e atingiu seu pico na posição de número 12, na quinzena seguinte. Na Espanha, atingiu a posição de #8 nas paradas de sucesso.

## Desempenho comercial
Comercialmente, o álbum obteve êxito. Na Espanha, atingiu a posição de número 28 entre os mais vendidos, sete posições acima do seu antecessor, que teve pico na posição de número 35.
Em 28 de dezembro de 1991, o jornal mexicano El Siglo de Torreón, informou que o grupo acabara de ganhar um disco de platina no Chile, por 25 mil cópias vendidas. De acordo com o site oficial, tempos depois, foram premiados com um disco duplo de platina, tornando-se o maior sucesso da carreira naquele país.
No México, onde estavam em uma maratona de divulgação em novembro de 1991, receberam um disco de ouro por 150 mil discos vendidos. Após terem vendido 300 mil cópias, foi entregue um disco de platina, fazendo desse seu maior sucesso em território mexicano.
Obteve disco de ouro ou platina em mais três países: Argentina, Peru e Uruguai. Dessa forma, tornou-se no segundo maior sucesso da carreira, com 800 mil de cópias vendidas mundialmente.

## Lista de faixas
Créditos adaptados do lançamento em CD Loco Vox, de 1991.
| N.º | Título            | Duração |  |
| 1.  | "Loco Vox"        | 3:50    |  |
| 2.  | "Fiesta Latina"   | 3:18    |  |
| 3.  | "Sueños De Papel" | 3:25    |  |
| 4.  | "Sirocco"         | 4:32    |  |
| 5.  | "Sedúceme"        | 3:40    |  |
| 6.  | "África"          | 4:27    |  |
| 7.  | "Niña"            | 3:35    |  |
| 8.  | "Magia Negra"     | 3:50    |  |
| 9.  | "Deseo"           | 3:00    |  |
| 10. | "Taum'ma"         | 4:02    |  |

## Tabelas

### Tabelas semanais
| Chart (1991)         | Posição |
| -------------------- | ------- |
| Espanha (Promusicae) | 28      |

## Certificações e vendas
| Região                                                                                             | Certificação | Vendas   |
| -------------------------------------------------------------------------------------------------- | ------------ | -------- |
| Argentina (CAPIF)                                                                                  | Oro          | 30,000^  |
| Chile                                                                                              | 2× Platino   | 50,000   |
| México (AMPROFON)                                                                                  | Platino      | 300,000^ |
| Peru                                                                                               | Platina      | 10,000*  |
| Uruguai (CUD)                                                                                      | 2× Ouro      | 6,000^   |
| Resumos                                                                                            |              |          |
| Vendas mundiais                                                                                    | —            | 800,000  |
| *números de vendas baseados somente na certificação ^distribuições baseadas apenas na certificação |              |          |